# Souzalita
La souzalita és un mineral de la classe dels fosfats. Rep el nom d'Antonio José Alves de Souza (4 de març de 1896 - 19 de desembre de 1961), director del Departamento Nacional de Producao Mineral del Brasil.

## Característiques
La souzalita és un fosfat de fórmula química Mg₃Al₄(PO₄)₄(OH)₆(H₂O)₂. Es tracta d'una espècie aprovada per l'Associació Mineralògica Internacional, i publicada per primera vegada el 1949. Cristal·litza en el sistema triclínic. La seva duresa a l'escala de Mohs es troba entre 5,5 i 6. És l'anàleg de magnesi de la gormanita.
Segons la classificació de Nickel-Strunz, la souzalita pertany a «08.DC: Fosfats, etc, només amb cations de mida mitjana, (OH, etc.):RO₄ = 1:1 i < 2:1» juntament amb els següents minerals: nissonita, eucroïta, legrandita, strashimirita, arthurita, earlshannonita, ojuelaïta, whitmoreïta, cobaltarthurita, bendadaïta, kunatita, kleemanita, bermanita, coralloïta, kovdorskita, ferristrunzita, ferrostrunzita, metavauxita, metavivianita, strunzita, beraunita, gordonita, laueïta, mangangordonita, paravauxita, pseudolaueïta, sigloïta, stewartita, ushkovita, ferrolaueïta, kastningita, maghrebita, nordgauïta, tinticita, vauxita, vantasselita, cacoxenita, gormanita, kingita, wavel·lita, allanpringita, kribergita, mapimita, ogdensburgita, nevadaïta i cloncurryita.

## Formació i jaciments
Va ser descoberta a la mina Córrego Frio, situada a la localitat de Linópolis, a Divino das Laranjeiras (Minas Gerais, Brasil), on es troba com a producte d'alteració hidrotermal de la scorzalita. També ha estat descrita als Estats Units, el Canadà, Àustria, Espanya, Ruanda i l'Antàrtida.